# Heinz Prüfer
Ernst Paul Heinz Prüfer (Wilhelmshaven, 10 novembre 1896 – Münster, 7 aprile 1934) è stato un matematico tedesco, noto per i suoi contributi alla teoria dei gruppi abeliani.

## Vita e opere
Heinz Prüfer frequentò il liceo di Berlino-Zehlendorf e studiò a partire dal 1915 all'Università Humboldt a Berlino, dove ebbe come insegnanti Ferdinand Georg Frobenius, Hermann Amandus Schwarz, Paul Koebe e Issai Schur. Quest'ultimo soprattutto lo appassionò alla ricerca matematica e con la sua supervisione conseguì il dottorato nel 1921 presentando una tesi sui gruppi abeliani infiniti (Unendliche Abelsche Gruppen von Elementen endlicher Ordnung); questa fu esaminata anche da Erhard Schmidt.
Dopo il dottorato divenne assistente presso l'Università di Amburgo e l'Università di Jena. Nel 1923 divenne professore associato, sotto la guida di Koebe, che poi sostituì nell'insegnamento per due semestri dal 1926 al 1927. Nel 1927 divenne  docente all'Università Westfälischen-Wilhelms di Münster . Nel 1930, sempre a Münster, divenne professore straordinario. 
Morì all'età di soli 37 anni di cancro ai polmoni. Behnke und Köthe lo descrissero  nel  loro necrologio come persona riservata, molto autonoma  e accurata, in particolare nello svolgimento delle sue lezioni.
Nel suo “Studio sulla scomponibilità dei gruppi abeliani primari numerabili” (Untersuchungen über die Zerlegbarkeit der abzählbaren primären abelschen Gruppen - 1923), Prüfer ampliò il teorema della base dei gruppi abeliani finiti ai p-gruppi numerabili e introdusse il concetto di ordine di Prüfer di un gruppo, quale generalizzazione del caso dei gruppi ciclici: un gruppo ha ordine di Prüfer r, se ogni insieme finito di elementi generato da un elemento di periodo r è un suo sottogruppo.  Lo studio contiene inoltre il teorema di Prüfer, che caratterizza i p-gruppi numerabili: un p-gruppo numerabile è somma diretta di gruppi di rango 1 se e solo se ogni elemento di cardinalità infinita è contenuto in un sottogruppo del tipo p∞. Prüfer propose inoltre un controesempio, il gruppo di Prüfer Z(p∞), che evidenzia l'esistenza di p-gruppi numerabili che non sono somma di gruppi di rango 1. In un'opera successiva del 1924 relativa ai gruppi abeliani (Theorie der Abelschen Gruppen - parti 1 e 2) Prüfer generalizzò i risultati ai moduli su anelli ad ideali principali e introdusse i contenuti delle topologia di Prüfer.
Prüfer si occupò anche di teoria dei numeri, di teoria dei nodi, della teoria di Sturm-Liouville, delle basi topologiche della teoria delle superfici di Riemann e di geometria proiettiva.
Da lui prendono nome i codici di Prüfer, che furono utilizzati in una nuova dimostrazione del principio di Cayley, per i grafi ad albero (Archiv für Mathematik und Physik,  Bd.27, 1918, S.742), così come gli anelli di Prüfer, anelli commutativi con elementi unitari nei quali ogni ideale regolare finito è invertibile.

## Opere
- Unendliche Abelsche Gruppen von Elementen endlicher Ordnung, Dissertation 1921, su gdz.sub.uni-goettingen.de. URL consultato il 1º aprile 2009 (archiviato dall'url originale il 17 maggio 2016).
- Theorie der Abelschen Gruppen, Teil 1, Mathematische Zeitschrift Bd.20, 1924[collegamento interrotto] und Teil 2[collegamento interrotto]
- Untersuchungen über die Zerlegbarkeit der abzählbaren primären abelschen Gruppen, Mathematische Zeitschrift Bd.17, 1923 [collegamento interrotto], su gdz.sub.uni-goettingen.de.
- Neue Begründung der algebraischen Zahlentheorie, Mathematische Annalen Bd.94, 1925 [collegamento interrotto], su gdz.sub.uni-goettingen.de.
- Neue Herleitung der Sturm-Liouvilleschen Reihenentwicklung stetiger Funktionen, Mathematische Annalen Bd.95, 1926 [collegamento interrotto], su gdz.sub.uni-goettingen.de.
- Projektive Geometrie, Leipzig, 1939, seconda edizione, Leipzig, Geest e Portig, 1953